# Calophasia
Calophasia är ett släkte av fjärilar som beskrevs av Stephens 1829. Calophasia ingår i familjen nattflyn.

## Dottertaxa tillCalophasia, i alfabetisk ordning[1][2]
- Calophasia acuta
- Calophasia albopriva
- Calophasia alexinschii
- Calophasia almoravida
- Calophasia anatolica
- Calophasia andina
- Calophasia angularis
- Calophasia atlantica
- Calophasia atrifascia
- Calophasia atrivestis
- Calophasia barthae
- Calophasia bicolor
- Calophasia bilunulata
- Calophasia biroi
- Calophasia bruchi
- Calophasia cana
- Calophasia canterius
- Calophasia casta
- Calophasia castior
- Calophasia chleuha
- Calophasia chubutiana
- Calophasia codeti
- Calophasia cucullianae
- Calophasia cuyana
- Calophasia danieli
- Calophasia extensa
- Calophasia freyeri
- Calophasia funebris
- Calophasia hamifera
- Calophasia josifovi
- Calophasia liberatii
- Calophasia linariae Synonym till Calophasia lunula
- Calophasia lintea
- Gulsporrefly Calophasia lunula
- Calophasia melanotica
- Calophasia naruensis
- Calophasia nigrata
- Calophasia nigrella
- Calophasia nisseni
- Calophasia nobilis
- Calophasia offuscata
- Calophasia olbiena
- Calophasia opalina
- Calophasia orontii
- Calophasia oxygramma
- Calophasia picta
- Calophasia pintori
- Calophasia platyptera
- Calophasia producta
- Calophasia pygmaea
- Calophasia senescens
- Calophasia signata
- Calophasia simplex
- Calophasia sinaica
- Calophasia stempfferi
- Calophasia stigmatica
- Calophasia subalbida
- Calophasia tangens
- Calophasia tenera
- Calophasia volmeri

## Bildgalleri

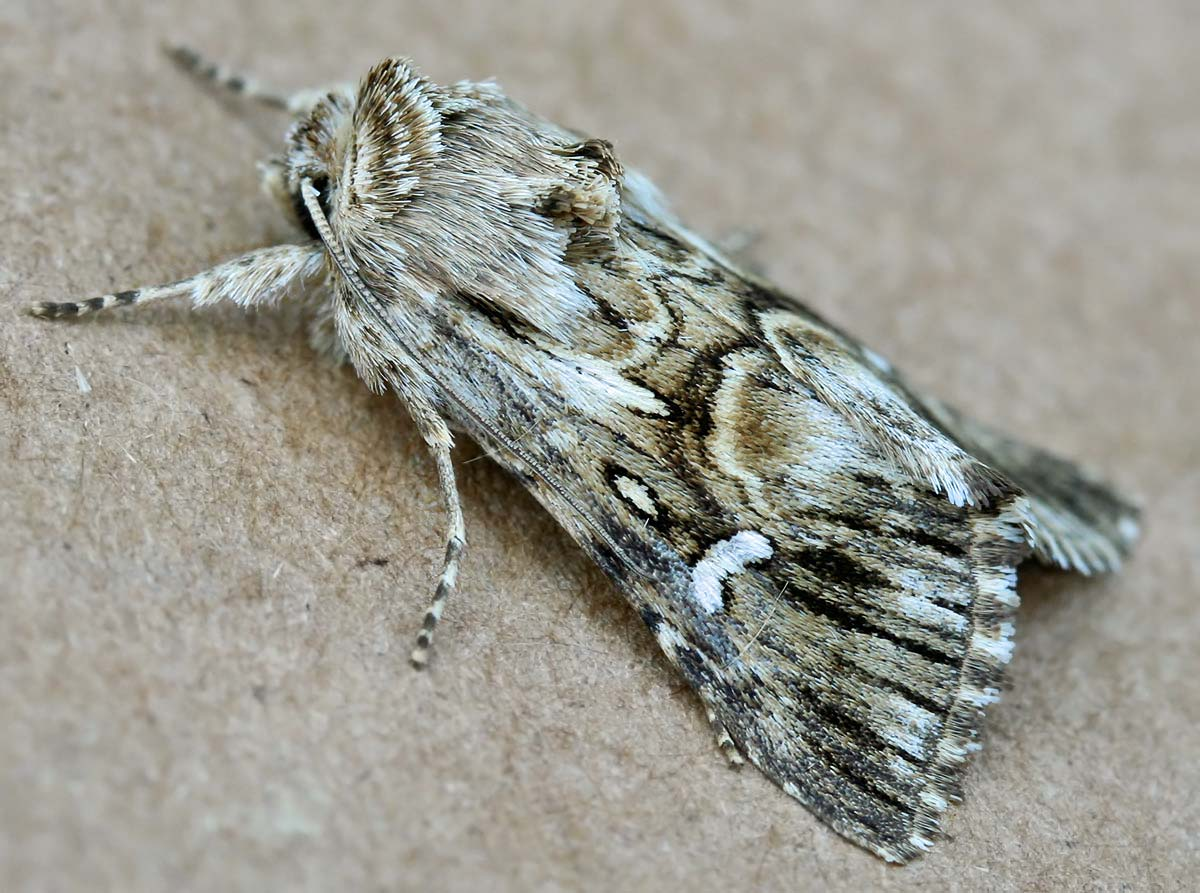
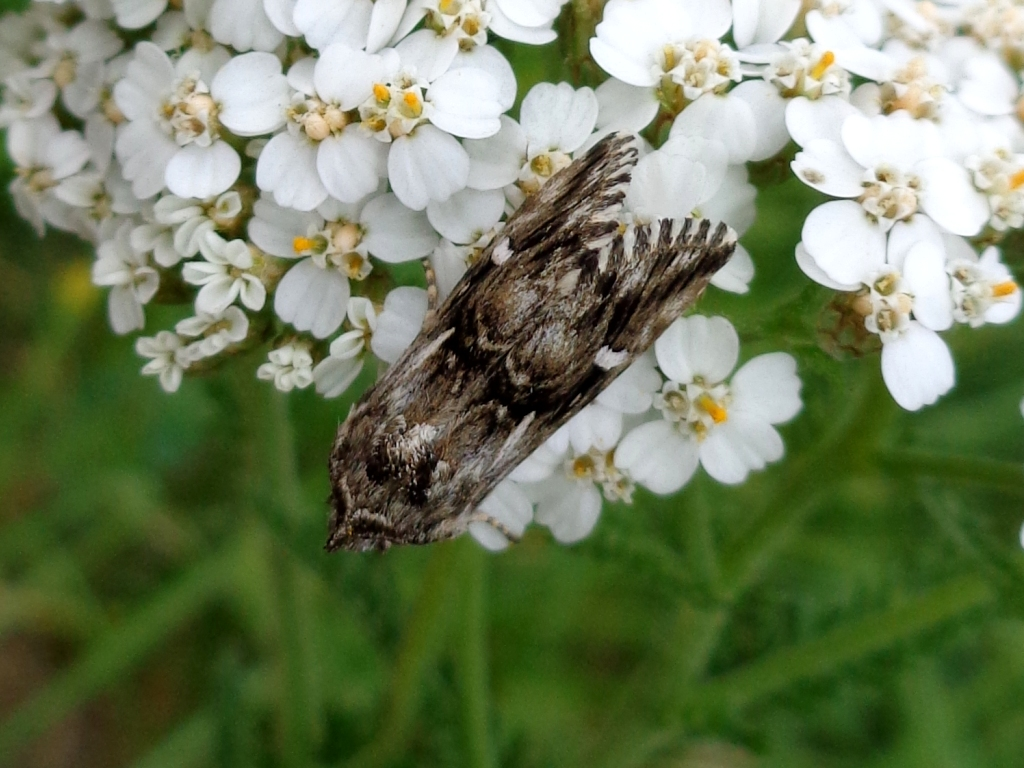
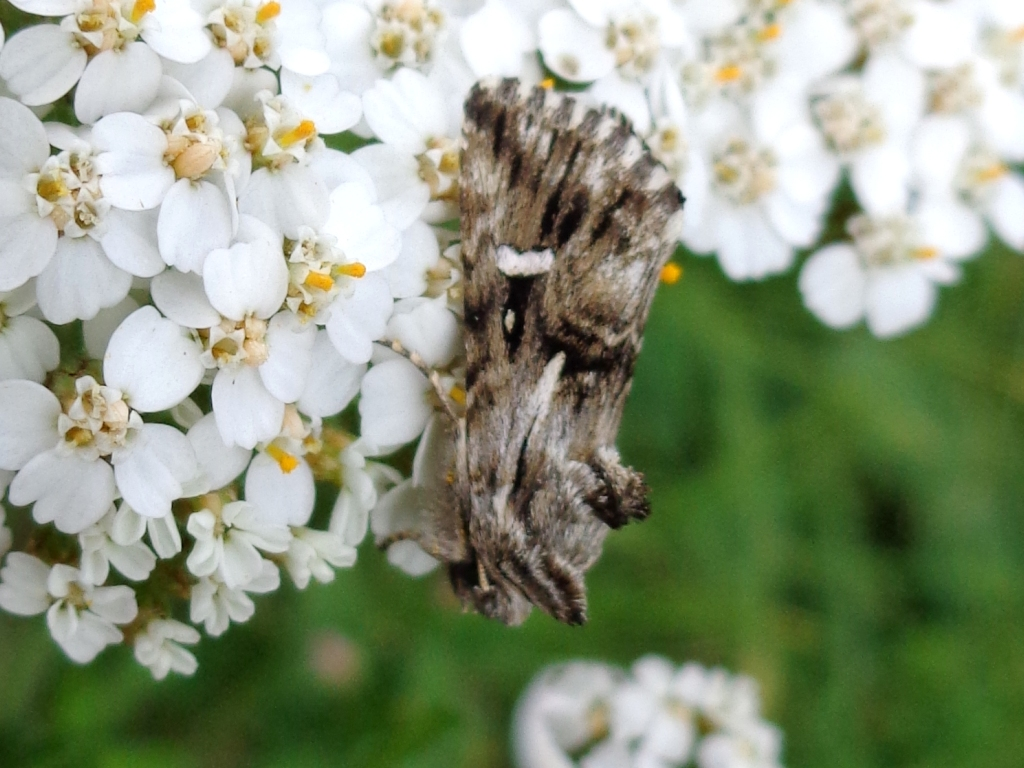
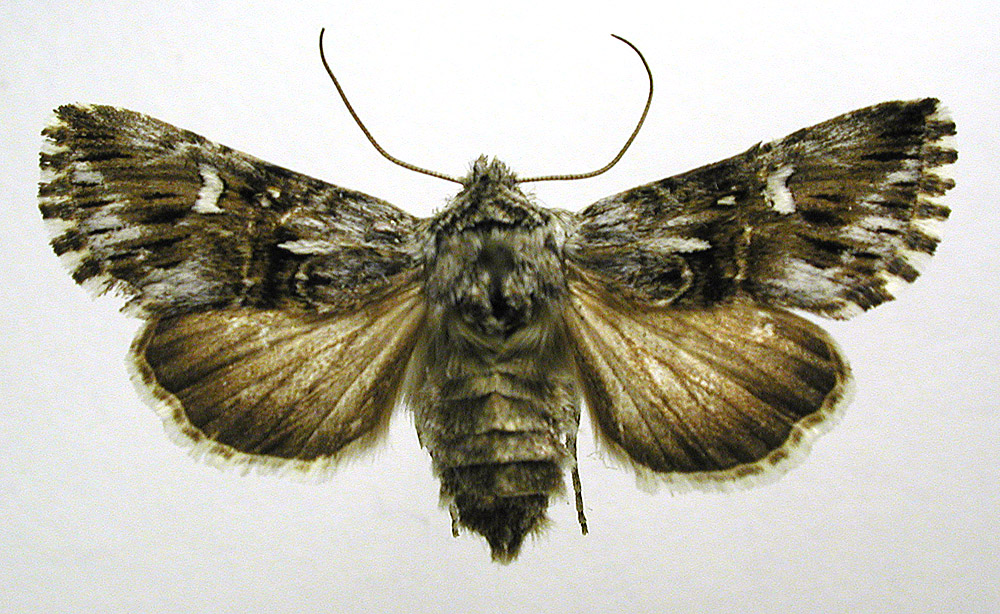
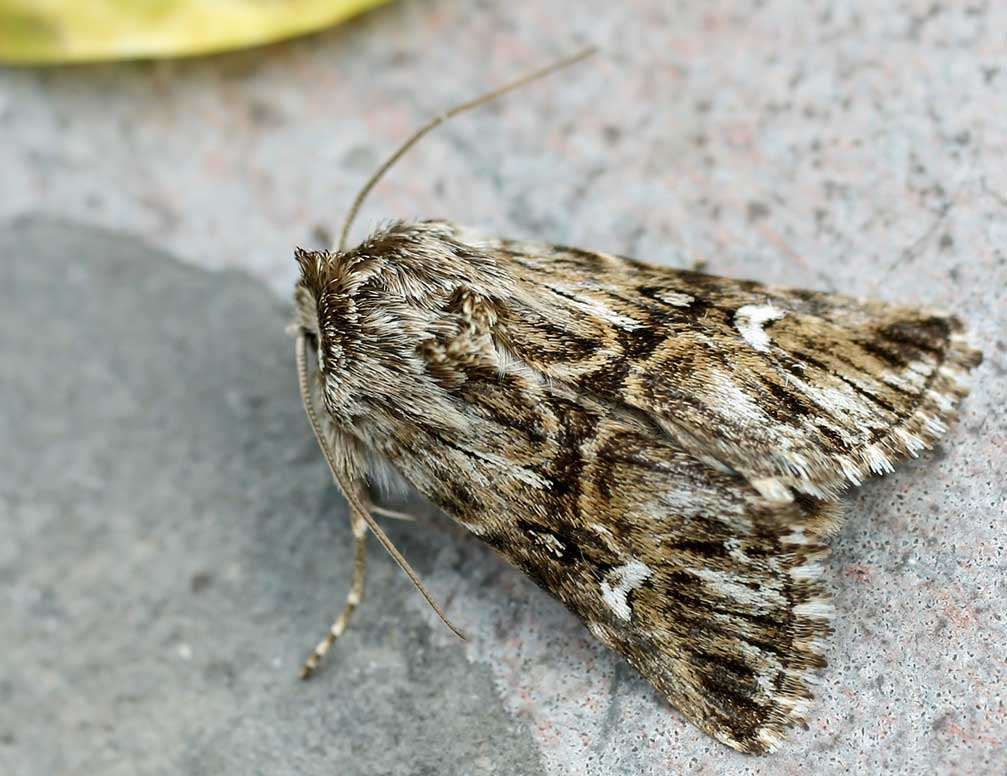
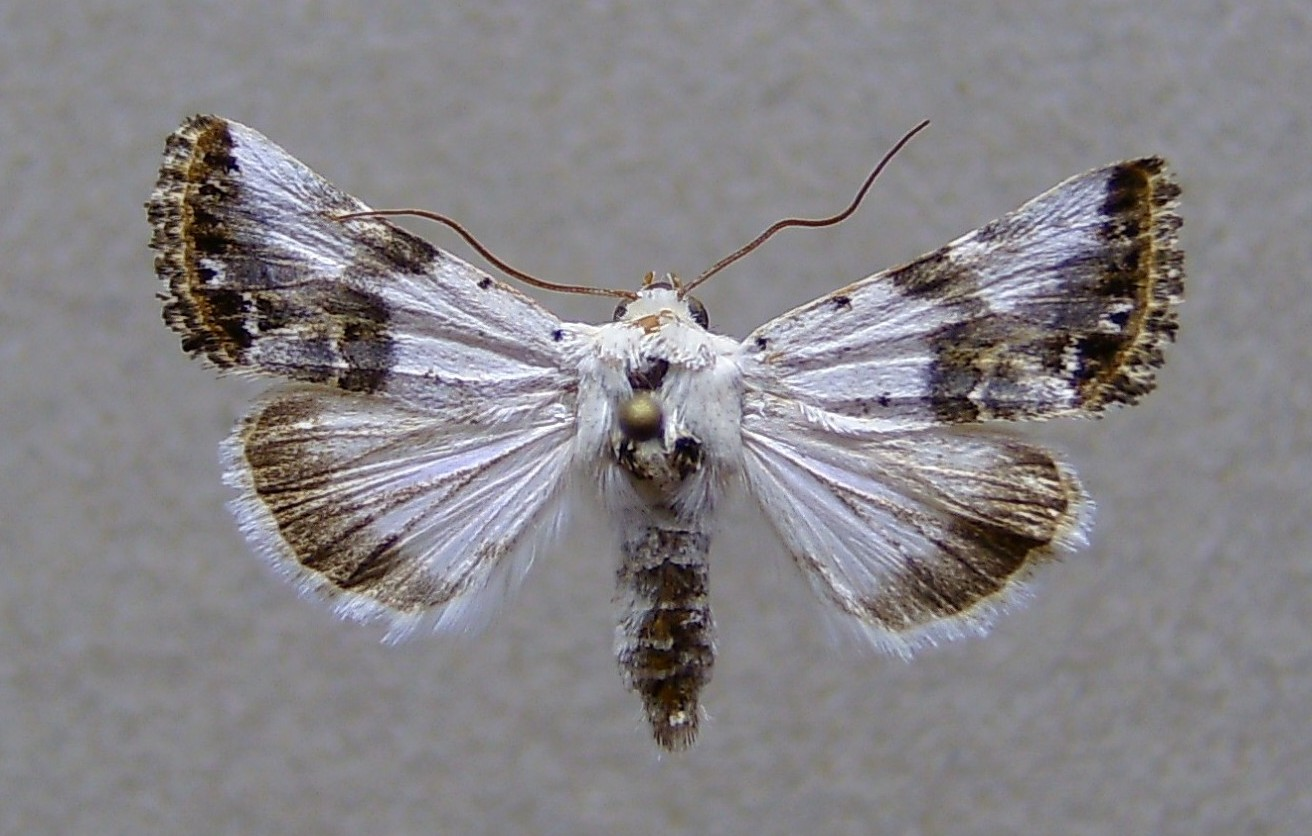